# Festiwal Hanzeatycki
Festiwal Hanzeatycki w Goleniowie – to kontynuacja spotkań miast członków „Nowej Hanzy” mających na celu wymianę doświadczeń i zaprezentowanie dorobku miast członkowskich.

## I Festiwal Hanzeatycki
I festiwal w historii miasta odbył się w dniach 29–31 lipca 2005 roku. Związane z nim były liczne koncerty, wystawy, pokazy i happeningi. Do najważniejszych imprez, które weszły w skład festiwalu należały: happening „A mury runą...”, związany z podziałem miasta na część zamieszkaną przez Golów i Eniów, koncerty popularnych grup rockowych Perfect i Maanam oraz lokalnych artystów, X Międzynarodowe Spotkania Folklorystyczne „Nad Iną” z udziałem zespołów ludowych Niemiec, Słowacji i Ukrainy, Wojewódzkie Dni Pszczelarza, plener rzeźbiarski, prezentacje gospodarcze i turystyczne. Miasto gościło w tym czasie ok. 30 tys. turystów. W organizację zaangażowało się wielu mieszkańców miasta i organizacji. Nad całością czuwał Goleniowski Dom Kultury i jego dyrektor Zbigniew Łukaszewski, a także Urząd Gminy i Miasta w Goleniowie.

## II Festiwal Hanzeatycki

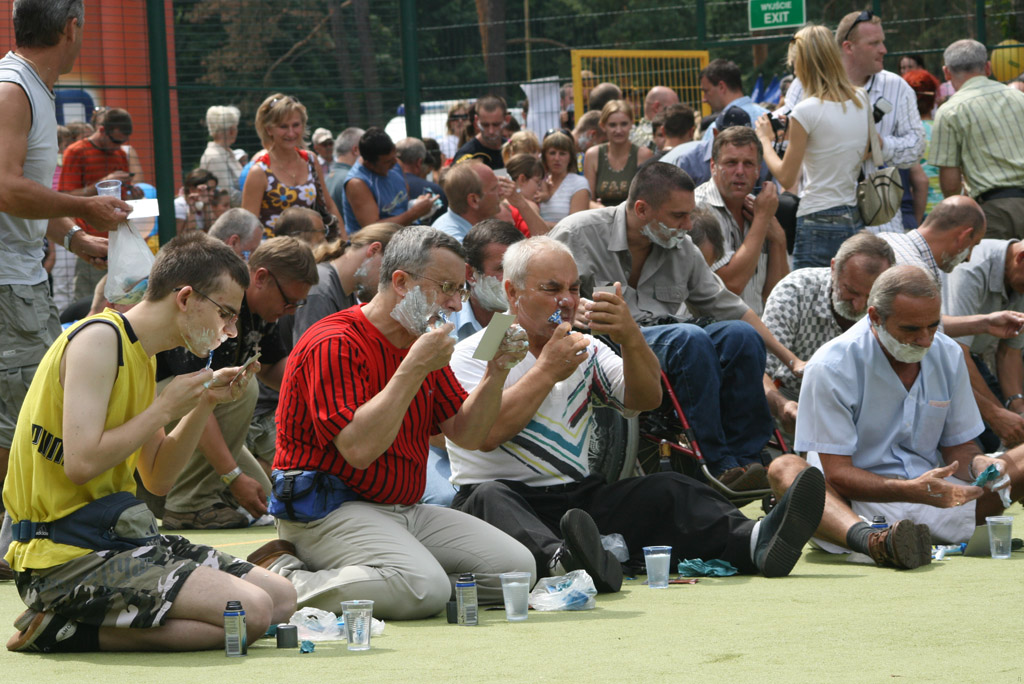
Bicie rekordu Giunessa w goleniu się

II festiwal odbył się w dniach 20–21 lipca 2007 r. pod hasłem: „Świat na głowie, PRL w Goleniowie”. Patronat nad imprezą objął prezydent Lech Kaczyński. Przez trzy dni, na trzech scenach plenerowych wystąpiły zespoły ludowe (w ramach XII Międzynarodowych Spotkań Folklorystycznych „Nad Iną”), orkiestry dęte, zespoły rockowe, chóry, kapele oraz Maryla Rodowicz oraz Boney M. 21 lipca 2007 na stadionie miejskim uczestnicy festiwalu powzięli próbę bicia rekordu Guinnessa w kategorii „Największa liczba golących się w jednym miejscu”. W goleniu się wzięło udział 924 mężczyzn, dzięki czemu rekord należący poprzednio do Chińczyków (602 osoby) został pobity. Trzeci dzień festiwalu został odwołany z uwagi na żałobę narodową po wypadku drogowym pod Grenoble.